# Cartoon Collection
Cartoon Collection è una raccolta di videogiochi pubblicata nel 1991-1992 per gli home computer Amiga, Amstrad CPC, Commodore 64, Atari ST e ZX Spectrum dalla Codemasters.
Contiene cinque giochi già pubblicati in precedenza dalla Codemasters, all'epoca tra i più famosi dell'azienda, caratterizzati da personaggi in stile cartone animato e quasi tutti di genere piattaforme e avventura dinamica.
Nel caso dell'Amstrad CPC la raccolta uscì anche come Quattro Cartoon Collection, nella serie Quattro sempre di Codemasters. Non va confusa con Quattro Cartoon della stessa serie, uscita in precedenza anche per Amstrad CPC e contenente giochi diversi.

## Videogiochi
La raccolta contiene cinque titoli, dei quali solo alcuni differiscono tra le varie edizioni, in quanto  non esistenti per alcune piattaforme (la serie di CJ non è mai esistita per Amstrad CPC; il primo Dizzy non è mai esistito per i computer a 16 bit ed è stato sostituito con il suo primo seguito).
- CJ's Elephant Antics (Amiga, ST, C64, Spectrum) oppure Little Puff in Dragonland (Amstrad CPC)
- Dizzy (Amstrad, C64, Spectrum) oppure Treasure Island Dizzy (Amiga, ST)
- Seymour Goes to Hollywood
- Slightly Magic
- Spikey in Transylvania

Secondo le copertine, Spikey in Transylvania nelle versioni Amiga e Atari ST era un gioco nuovo quando uscì nella raccolta; la sua pubblicazione come titolo autonomo per quei computer avvenne infatti circa nello stesso periodo.
Sebbene non dichiarato sulla copertina, Slightly Magic era invece inedito nella versione Amstrad CPC.
Apparentemente solo nelle confezioni per Amiga e Atari ST erano inclusi anche cinque poster dei giochi.

## Accoglienza
Cartoon Collection venne più volte considerata dalla stampa europea una raccolta di giochi poco complessi, rivolta ai giocatori più giovani o a chi comunque volesse un basso impegno.
I giudizi complessivi delle riviste furono variabili, ma più spesso positivi, comprese diverse votazioni superiori all'80%, con un massimo di 91% dato da Your Sinclair alla versione Spectrum, che assegnò alla raccolta anche un titolo di Megagame, criticando solo che i giochi fossero un po' simili tra loro.